# Фернвілл (Пенсільванія)
Фернвілл (англ. Fernville) — переписна місцевість (CDP) в США, в окрузі Колумбія штату Пенсільванія. Населення — 481 особа (2020).

## Географія
Фернвілл розташований за координатами 41°0′7″ пн. ш. 76°28′39″ зх. д. / 41.00194° пн. ш. 76.47750° зх. д. (41.001972, -76.477437).  За даними Бюро перепису населення США в 2010 році переписна місцевість мала площу 2,14 км², з яких 2,09 км² — суходіл та 0,05 км² — водойми.

## Демографія
Згідно з переписом 2010 року, у переписній місцевості мешкало 556 осіб у 230 домогосподарствах у складі 161 родини. Густота населення становила 260 осіб/км².  Було 243 помешкання (113/км²).
Расовий склад населення:
| - 97,5 % — білих - 1,1 % — азіатів - 0,2 % — чорних або афроамериканців |

До двох чи більше рас належало 0,5 %. Частка іспаномовних становила 1,4 % від усіх жителів.
За віковим діапазоном населення розподілялося таким чином: 22,5 % — особи молодші 18 років, 63,7 % — особи у віці 18—64 років, 13,8 % — особи у віці 65 років та старші. Медіана віку мешканця становила 41,8 року. На 100 осіб жіночої статі у переписній місцевості припадало 92,4 чоловіків;  на 100 жінок у віці від 18 років та старших — 89,9 чоловіків також старших 18 років.
Середній дохід на одне домашнє господарство  становив 74 799 доларів США (медіана — 62 500), а середній дохід на одну сім'ю — 88 834 долари (медіана — 78 906). Медіана доходів становила 57 500 доларів для чоловіків та 44 583 долари для жінок. За межею бідності перебувало 6,7 % осіб, у тому числі 0,0 % дітей у віці до 18 років та 6,7 % осіб у віці 65 років та старших.
Цивільне працевлаштоване населення становило 235 осіб. Основні галузі зайнятості: освіта, охорона здоров'я та соціальна допомога — 44,3 %, виробництво — 14,9 %, мистецтво, розваги та відпочинок — 8,9 %, роздрібна торгівля — 7,7 %.